# ヴィーチャ (小惑星)
ヴィーチャ (1030 Vitja) は小惑星帯に位置する小惑星。1924年に、クリミアのシメイズ天文台でソビエト連邦の天文学者ウラジーミル・アルビツキーによって発見された。
発見者の義兄弟のスピリドン・ザスラフスキーの甥で、おそらく第二次世界大戦で戦死したヴィクトル・ザスラフスキー (Viktor Zaslavsky, 1925-1944) にちなんで命名された。